# Уено (Ґумма)

36°5′0″ пн. ш. 138°46′38″ сх. д. / 36.08333° пн. ш. 138.77722° сх. д.
Уе́но (яп. 上野村, うえのむら, МФА: [ueno muɾa]) — село в Японії, в повіті Тано префектури Ґумма. Станом на 1 жовтня 2007 площа села становила 181,86 км². Утворене 1889 року. В селі розташоване місце поховання жертв авіакатастрофи 12 серпня 1985 року. Станом на 1 серпня 2008 населення села становило 1394 осіб.